# Полоз щурячий
По́лоз щуря́чий (Pantherophis obsoletus) — неотруйна змія з роду Pantherophis родини Вужеві.

## Опис
Загальна довжина коливається від 1,2 до 2,6 м. Тулуб стрункий, сильний, який вкрито кілеватою лускою. Голова стиснута та розширена у задній частині, списоподібна. Дорослі особини глянцево-чорні, за винятком білого підборіддя. Молоді полози мають блідо-сірого забарвлення з великими чорними плямами по хребту.

## Спосіб життя
Полюбляє широколистяні ліси, чагарникові зарості, вирубки, пустки, гірські ліси з кам'янистими осипами. На півдні, у посушливих районах, місцями проживання служать долини річок, яри та каньйони. Харчується гризунами, дрібними ссавцями, птахами та їх яйцями.
Це яйцекладна змія. Самиця відкладає 12—20 яєць. Молоді полози з'являються через 65—70 днів.

## Розповсюдження
Поширений у Північній Америці — від південної Канади до південних штатів США.